# Corcoran (California)
Corcoran è una città degli Stati Uniti d'America situata nella Contea di Kings, nello Stato della California.